# Ischnus yezoensis
Ischnus yezoensis là một loài tò vò trong họ Ichneumonidae.